# Edizioni di Geordie Shore
Geordie Shore è un reality show britannico adattamento del reality statunitense Jersey Shore. Dal 2011 sono state prodotte 18 edizioni.

## Prima edizione (2011)

### Episodi
| n° | Titolo originale         | Titolo italiano | Prima TV UK    | Prima TV Italia   |
| -- | ------------------------ | --------------- | -------------- | ----------------- |
| 1  | Warm Welcome Home        | Episodio 1      | 24 maggio 2011 | 18 settembre 2012 |
| 2  | A Romantic Meal          | Episodio 2      | 31 maggio 2011 | 24 settembre 2012 |
| 3  | Hello Holly's Boyfriend  | Episodio 3      | 7 giugno 2011  | 1º ottobre 2012   |
| 4  | Where Is Holly?          | Episodio 4      | 14 giugno 2011 | 8 ottobre 2012    |
| 5  | Vicky's Not Happy        | Episodio 5      | 21 giugno 2011 | 15 ottobre 2012   |
| 6  | It's Getting Complicated | Episodio 6      | 28 giugno 2011 | 22 ottobre 2012   |
| 7  | The Reunion              | The Reunion     | 5 luglio 2011  | 30 ottobre 2012   |
| 8  | Best Bits                | Best Bits       | 12 luglio 2011 | 7 novembre 2012   |

### Magaluf Madness
| n° | Titolo originale          | Titolo italiano         | Prima TV UK    | Prima TV Italia  |
| -- | ------------------------- | ----------------------- | -------------- | ---------------- |
| 1  | Magaluf Madness: Part One | Magaluf Madness parte 1 | 23 agosto 2011 | 15 novembre 2012 |
| 2  | Magaluf Madness: Part Two | Magaluf Madness parte 2 | 30 agosto 2011 | 22 novembre 2012 |

## Seconda edizione (2012)

### Episodi
| n° | Titolo originale             | Titolo italiano              | Prima TV UK      | Prima TV Italia  |
| -- | ---------------------------- | ---------------------------- | ---------------- | ---------------- |
| 1  | New Additions                | Episodio 1                   | 31 gennaio 2012  | 28 gennaio 2013  |
| 2  | You Can't Help Your Feelings | Episodio 2                   | 7 febbraio 2012  | 28 gennaio 2013  |
| 3  | James Needs To Score         | Episodio 3                   | 14 febbraio 2012 | 4 febbraio 2013  |
| 4  | We Miss You Charlotte        | Episodio 4                   | 21 febbraio 2012 | 4 febbraio 2013  |
| 5  | The Party Is Ruined          | Episodio 5                   | 28 febbraio 2012 | 11 febbraio 2013 |
| 6  | The Girls Go To Far          | Episodio 6                   | 6 marzo 2012     | 11 febbraio 2013 |
| 7  | The Truth Is Revealed        | Episodio 7                   | 13 marzo 2012    | 18 febbraio 2013 |
| 8  | We Are Family After All      | Episodio 8                   | 20 marzo 2012    | 18 febbraio 2013 |
| 9  | The Reunion                  | Episodio 9 - Reunion         | 27 marzo 2012    | 22 febbraio 2013 |
| 10 | Best Bits                    | Episodio 10 - Mortal Moments | 3 aprile 2012    | 22 febbraio 2013 |

## Terza edizione (2012)

### Episodi
| n° | Titolo originale | Titolo italiano            | Prima TV UK    | Prima TV Italia |
| -- | ---------------- | -------------------------- | -------------- | --------------- |
| 1  | Episode 1        | Episodio 1                 | 26 giugno 2012 | 4 marzo 2013    |
| 2  | Episode 2        | Episodio 2                 | 3 luglio 2012  | 4 marzo 2013    |
| 3  | Episode 3        | Episodio 3                 | 10 luglio 2012 | 11 marzo 2013   |
| 4  | Episode 4        | Episodio 4                 | 17 luglio 2012 | 11 marzo 2013   |
| 5  | Episode 5        | Episodio 5                 | 24 luglio 2012 | 15 marzo 2013   |
| 6  | Episode 6        | Episodio 6                 | 31 luglio 2012 | 15 marzo 2013   |
| 7  | Episode 7        | Episodio 7                 | 7 agosto 2012  | 25 marzo 2013   |
| 8  | Episode 8        | Episodio 8                 | 14 agosto 2012 | 25 marzo 2013   |
| 9  | Best Bits        | Episodio 9 - The Geordies  | 21 agosto 2012 | 28 marzo 2013   |
| 10 | Top 10           | Episodio 10 - Cancun Chaos | 28 agosto 2012 | 28 marzo 2013   |

## Quarta edizione (2012)

### Episodi
| n° | Titolo originale | Titolo italiano | Prima TV UK      | Prima TV Italia |
| -- | ---------------- | --------------- | ---------------- | --------------- |
| 1  | Episode 1        | Episodio 1      | 6 novembre 2012  | 8 aprile 2013   |
| 2  | Episode 2        | Episodio 2      | 13 novembre 2012 | 8 aprile 2013   |
| 3  | Episode 3        | Episodio 3      | 20 novembre 2012 | 15 aprile 2013  |
| 4  | Episode 4        | Episodio 4      | 27 novembre 2012 | 15 aprile 2013  |
| 5  | Episode 5        | Episodio 5      | 4 dicembre 2012  | 22 aprile 2013  |
| 6  | Episode 6        | Episodio 6      | 11 dicembre 2012 | 22 aprile 2013  |
| 7  | Episode 7        | Episodio 7      | 18 dicembre 2012 | 23 aprile 2013  |
| 8  | Episode 8        | Episodio 8      | 18 dicembre 2012 | 23 aprile 2013  |

## Quinta edizione (2013)
La quinta edizione è andata in onda su MTV UK dal 19 febbraio al 16 aprile 2013, mentre in Italia viene trasmessa sempre dall'emittente televisiva MTV Italia dal 6 gennaio al 10 febbraio 2014.
Essa è composta da otto episodi più un episodio speciale che racchiude i momenti migliori della stagione. Come la prima, la seconda, la quarta e la settima, questa stagione ha sede presso Newcastle upon Tyne, mentre alcuni episodi sono stati girati in altre zone dell'Europa: Amsterdam, Barcellona, Praga e Tignes.
Questa è l'ultima stagione in cui figurano Daniel Thomas-Tuck e Ricci Guarnaccio.

### Cast
- Charlotte-Letitia Crosby
- Daniel Thomas-Tuck
- Gary Beadle
- Holly Hagan
- James Tindale
- Ricci Guarnaccio
- Scott Timlin
- Sophie Kasaei
- Vicky Pattison

| Membri del Cast | Quinta edizione | Quinta edizione | Quinta edizione | Quinta edizione | Quinta edizione | Quinta edizione | Quinta edizione | Quinta edizione |
| Membri del Cast | 1               | 2               | 3               | 4               | 5               | 6               | 7               | 8               |
| Charlotte       |                 |                 |                 |                 |                 |                 |                 |                 |
| Dan             |                 |                 |                 |                 |                 |                 |                 |                 |
| Gaz             |                 |                 |                 |                 |                 |                 |                 |                 |
| Holly           |                 |                 |                 |                 |                 |                 |                 |                 |
| James           |                 |                 |                 |                 |                 |                 |                 |                 |
| Ricci           |                 |                 |                 |                 |                 |                 |                 |                 |
| Scott           |                 |                 |                 |                 |                 |                 |                 |                 |
| Sophie          |                 |                 |                 |                 |                 |                 |                 |                 |
| Vicky           |                 |                 |                 |                 |                 |                 |                 |                 |
| --------------- | --------------- | --------------- | --------------- | --------------- | --------------- | --------------- | --------------- | --------------- |

Legenda
      = Membro del cast figura in questo episodio.

      = Membro del cast lascia la casa volontariamente.

      = membro del cast lascia e ritorna nella casa nello stesso episodio.

      = Membro del cast è rimosso dalla casa.

      = Membro del cast ritorna nella casa.

      = Membro del cast non figura in questo episodio.

      = Membro del cast lascia la serie.

### Episodi
| n° | Titolo originale | Titolo italiano      | Prima TV UK      | Prima TV Italia  |
| -- | ---------------- | -------------------- | ---------------- | ---------------- |
| 1  | Episode 1        | Episodio 1           | 19 febbraio 2013 | 27 dicembre 2013 |
| 2  | Episode 2        | Episodio 2           | 26 febbraio 2013 | 27 dicembre 2013 |
| 3  | Episode 3        | Episodio 3           | 5 marzo 2013     | 9 gennaio 2014   |
| 4  | Episode 4        | Episodio 4           | 12 marzo 2013    | 9 gennaio 2014   |
| 5  | Episode 5        | Episodio 5           | 19 marzo 2013    | 20 gennaio 2014  |
| 6  | Episode 6        | Episodio 6           | 26 marzo 2013    | 20 gennaio 2014  |
| 7  | Episode 7        | Episodio 7           | 2 aprile 2013    | 27 gennaio 2014  |
| 8  | Episode 8        | Episodio 8           | 9 aprile 2013    | 3 febbraio 2014  |
| 9  | Best Bits        | Episodio 9 - Best Of | 16 aprile 2013   | 10 febbraio 2014 |

## Sesta edizione (2013)
La sesta edizione è andata in onda su MTV UK dal 9 luglio al 27 agosto 2013, mentre in Italia viene trasmessa sempre dall'emittente televisiva MTV dal 17 febbraio al 7 aprile 2014.
Essa è composta da otto episodi 
e a differenza delle altre che sono ambientate a Newcastle upon Tyne, in Inghilterra, ha sede presso Sydney, in Australia.
La principale novità di questa stagione è che fa ritorno il membro del cast originale Jay Gardner.

### Cast
- Charlotte-Letitia Crosby
- Gary Beadle
- Holly Hagan
- James Tindale
- Jason 'Jay' Gardner (Episodi 1–2)
- Scott Timlin
- Sophie Kasaei
- Vicky Pattison

| Membro del cast | Sesta edizione | Sesta edizione | Sesta edizione | Sesta edizione | Sesta edizione | Sesta edizione | Sesta edizione | Sesta edizione |
| Membro del cast | 1              | 2              | 3              | 4              | 5              | 6              | 7              | 8              |
| Charlotte       |                |                |                |                |                |                |                |                |
| Gaz             |                |                |                |                |                |                |                |                |
| Holly           |                |                |                |                |                |                |                |                |
| James           |                |                |                |                |                |                |                |                |
| Jay             |                |                |                |                |                |                |                |                |
| Scott           |                |                |                |                |                |                |                |                |
| Sophie          |                |                |                |                |                |                |                |                |
| Vicky           |                |                |                |                |                |                |                |                |
| --------------- | -------------- | -------------- | -------------- | -------------- | -------------- | -------------- | -------------- | -------------- |

Legenda
      = Membro del cast figura in questo episodio.

      = Membro del cast lascia la casa volontariamente.

      = membro del cast lascia e ritorna nella casa nello stesso episodio.

      = Membro del cast è rimosso dalla casa.

      = Membro del cast ritorna nella casa.

      = Membro del cast figura in questo episodio, ma è fuori dalla casa.

      = Membro del cast lascia la serie.

      = Membro del cast ritorna nella serie.

### Episodi
| n° | Titolo originale | Titolo italiano | Prima TV UK    | Prima TV Italia  |
| -- | ---------------- | --------------- | -------------- | ---------------- |
| 1  | Episode 1        | Episodio 1      | 9 luglio 2013  | 17 febbraio 2014 |
| 2  | Episode 2        | Episodio 2      | 16 luglio 2013 | 24 febbraio 2014 |
| 3  | Episode 3        | Episodio 3      | 23 luglio 2013 | 3 marzo 2014     |
| 4  | Episode 4        | Episodio 4      | 30 luglio 2013 | 10 marzo 2014    |
| 5  | Episode 5        | Episodio 5      | 6 agosto 2013  | 17 marzo 2014    |
| 6  | Episode 6        | Episodio 6      | 13 agosto 2013 | 24 marzo 2014    |
| 7  | Episode 7        | Episodio 7      | 20 agosto 2013 | 31 marzo 2014    |
| 8  | Episode 8        | Episodio 8      | 27 agosto 2013 | 7 aprile 2014    |

## Settima edizione (2013)
La settima edizione è andata in onda su MTV UK dal 17 settembre al 22 ottobre 2013, mentre viene trasmessa in Italia sempre dall'emittente televisiva MTV Italia dal 14 aprile al 19 maggio 2014.
Essa è composta da sei episodi e, come la prima, la seconda, la quarta, la quinta e l'ottava, questa stagione è stata girata a Newcastle upon Tyne.
Questa è la prima stagione in cui figura il nuovo membro del cast Marnie Simpson e l'ultima in cui figura Sophie Kasaei, rimossa dallo show dopo alcuni insulti razziali.

### Cast
- Charlotte-Letitia Crosby
- Gary Beadle
- Holly Hagan
- James Tindale
- Jay Gardner (Episodi 4–5)
- Marnie Simpson
- Scott Timlin
- Sophie Kasaei (Episodi 1–3)
- Vicky Pattison

| Cast members | Series 7 | Series 7 | Series 7 | Series 7 | Series 7 | Series 7 | Series 7 | Series 7 |
| Cast members | 1        | 2        | 3        | 4        | 5        | 6        |          |          |
| Charlotte    |          |          |          |          |          |          |          |          |
| Gaz          |          |          |          |          |          |          |          |          |
| Holly        |          |          |          |          |          |          |          |          |
| James        |          |          |          |          |          |          |          |          |
| Jay          |          |          |          |          |          |          |          |          |
| Marnie       |          |          |          |          |          |          |          |          |
| Scott        |          |          |          |          |          |          |          |          |
| Sophie       |          |          |          |          |          |          |          |          |
| Vicky        |          |          |          |          |          |          |          |          |
| ------------ | -------- | -------- | -------- | -------- | -------- | -------- | -------- | -------- |

Legenda
      = Membro del cast figura in questo episodio.

      = Membro del cast lascia la casa volontariamente.

      = membro del cast lascia e ritorna nella casa nello stesso episodio.

      = Membro del cast è rimosso dalla casa.

      = Membro del cast ritorna nella casa.

      = Membro del cast figura in questo episodio, ma è fuori dalla casa.

      = Membro del cast lascia la serie.

      = Membro del cast ritorna nella serie.

      = Membro del cast è rimosso dalla serie.

      = Membro del cast non figura in questo episodio.

## Ottava edizione (2014)
L'ottava edizione è andata in onda su MTV UK dal 22 luglio al 9 settembre 2014, mentre viene trasmessa in Italia sempre dall'emittente televisiva MTV dal 15 settembre al 3 novembre 2014.
Essa è composta da otto episodi e, come la prima, la seconda, la quarta, la quinta e la settima, questa stagione è stata girata a Newcastle upon Tyne.
Questa è la prima stagione in cui figurano i due nuovi membri del cast Aaron Chalmers e Kyle Christie e in cui non figura Sophie Kasaei, rimossa dallo show, durante la settima, dopo alcuni insulti razziali.

### Cast
- Aaron Chalmers
- Charlotte-Letitia Crosby
- Gary Beadle
- Holly Hagan
- James Tindale
- Kyle Christie
- Marnie Simpson
- Scott Timlin
- Vicky Pattison

| Membro del cast | Ottava edizione | Ottava edizione | Ottava edizione | Ottava edizione | Ottava edizione | Ottava edizione | Ottava edizione | Ottava edizione |
| Membro del cast | 1               | 2               | 3               | 4               | 5               | 6               | 7               | 8               |
| Aaron           |                 |                 |                 |                 |                 |                 |                 |                 |
| Charlotte       |                 |                 |                 |                 |                 |                 |                 |                 |
| Gaz             |                 |                 |                 |                 |                 |                 |                 |                 |
| Holly           |                 |                 |                 |                 |                 |                 |                 |                 |
| James           |                 |                 |                 |                 |                 |                 |                 |                 |
| Kyle            |                 |                 |                 |                 |                 |                 |                 |                 |
| Marnie          |                 |                 |                 |                 |                 |                 |                 |                 |
| Scott           |                 |                 |                 |                 |                 |                 |                 |                 |
| Vicky           |                 |                 |                 |                 |                 |                 |                 |                 |
| --------------- | --------------- | --------------- | --------------- | --------------- | --------------- | --------------- | --------------- | --------------- |

Legenda
      = Membro del cast figura in questo episodio.

      = Membro del cast lascia la casa volontariamente.

      = membro del cast lascia e ritorna nella casa nello stesso episodio.

      = Membro del cast è rimosso dalla casa.

      = Membro del cast ritorna nella casa.

      = Membro del cast figura in questo episodio, ma è fuori dalla casa.

      = Membro del cast lascia la serie.

      = Membro del cast ritorna nella serie.

## Nona edizione (2014)
La nona edizione è andata in onda su MTV UK dal 28 ottobre al 16 dicembre 2014, mentre in Italia viene trasmessa sempre dall'emittente MTV dal 10 novembre al 29 dicembre dello stesso anno.
La principale novità di questa stagione è che alla fine di essa il membro del cast originale Vicky Pattinson abbandona definitivamente la casa: la stessa lo aveva annunciato prima ancora che venisse girata.

### Cast
- Aaron Chalmers
- Charlotte-Letitia Crosby
- Gary Beadle
- Holly Hagan
- James Tindale
- Kyle Christie
- Marnie Simpson
- Scott Timlin
- Vicky Pattison

| Membro del cast | Nona edizione | Nona edizione | Nona edizione | Nona edizione | Nona edizione | Nona edizione | Nona edizione | Nona edizione |
| Membro del cast | 1             | 2             | 3             | 4             | 5             | 6             | 7             | 8             |
| Aaron           |               |               |               |               |               |               |               |               |
| Charlotte       |               |               |               |               |               |               |               |               |
| Gaz             |               |               |               |               |               |               |               |               |
| Holly           |               |               |               |               |               |               |               |               |
| James           |               |               |               |               |               |               |               |               |
| Kyle            |               |               |               |               |               |               |               |               |
| Marnie          |               |               |               |               |               |               |               |               |
| Scott           |               |               |               |               |               |               |               |               |
| Vicky           |               |               |               |               |               |               |               |               |
| --------------- | ------------- | ------------- | ------------- | ------------- | ------------- | ------------- | ------------- | ------------- |

Legenda
      = Membro del cast figura in questo episodio.

      = Membro del cast lascia la casa volontariamente.

      = membro del cast lascia e ritorna nella casa nello stesso episodio.

      = Membro del cast è rimosso dalla casa.

      = Membro del cast ritorna nella casa.

      = Membro del cast figura in questo episodio, ma è fuori dalla casa.

      = Membro del cast lascia la serie.

      = Membro del cast ritorna nella serie.

## Undicesima edizione (2015)
L'undicesima edizione è andata in onda su MTV UK dal 20 ottobre al 22 dicembre 2015, mentre viene trasmessa in Italia sempre dall'emittente televisiva MTV dall'11 gennaio al 7 marzo 2016.
Essa è composta da dieci episodi e a differenza delle altre che sono ambientate a Newcastle upon Tyne, in Inghilterra, ha sede presso Zante, Malia, Mykonos e Atene, tutte città della Grecia; infatti viene denominata The Greek Odyssey (cioè L'Odissea Greca).

### Cast
- Aaron Chalmers
- Charlotte-Letitia Crosby
- Chloe Ferry
- Gary Beadle
- Holly Hagan
- Kyle Christie
- Marnie Simpson
- Nathan Henry
- Scott Timlin

| Membro    | Edizione 11 | Edizione 11 | Edizione 11 | Edizione 11 | Edizione 11 | Edizione 11 | Edizione 11 | Edizione 11 | Edizione 11 | Edizione 11 |
| Membro    | 1           | 2           | 3           | 4           | 5           | 6           | 7           | 8           | 9           | 10          |
| Aaron     |             |             |             |             |             |             |             |             |             |             |
| Charlotte |             |             |             |             |             |             |             |             |             |             |
| Chloe     |             |             |             |             |             |             |             |             |             |             |
| Gaz       |             |             |             |             |             |             |             |             |             |             |
| Holly     |             |             |             |             |             |             |             |             |             |             |
| Kyle      |             |             |             |             |             |             |             |             |             |             |
| Marnie    |             |             |             |             |             |             |             |             |             |             |
| Nathan    |             |             |             |             |             |             |             |             |             |             |
| Scott     |             |             |             |             |             |             |             |             |             |             |
| --------- | ----------- | ----------- | ----------- | ----------- | ----------- | ----------- | ----------- | ----------- | ----------- | ----------- |

Legenda
     = "Il partecipante" è presente in questo episodio.
     = "Il partecipante" arriva nella casa.
     = "Il partecipante" lascia la casa per sua volontà.
     = "Il partecipante" esce e ritorna nella casa nello stesso episodio.
     = "Il partecipante" è stato rimosso dallo show.
     = "Il partecipante" ritorna in casa.
     = "Il partecipante" è comparso in questo episodio, ma fuori dalla casa.
     = "Il partecipante" lascia lo show.
     = ""Il partecipante" ritorna nello show.
     = "Il partecipante" non è presente in questo episodio.
     = "Il partecipante" non è un membro ufficiale del cast in questo episodio.

## Dodicesima edizione (2016)
La dodicesima edizione è andata in onda su MTV UK dal 15 marzo al 3 maggio 2016, mentre viene trasmessa in Italia sempre dall'emittente televisiva MTV Italia a partire dall'11 maggio al 22 giugno dello stesso anno.
La principale novità di questa stagione è che entrano nella casa due nuovi membri: Marty McKenna, conosciuto per aver partecipato alla terza stagione di Ex on the Beach: La rivincita degli ex, e Chantelle Connelly.

### Cast
- Aaron Chalmers
- Chantelle Connelly
- Charlotte Crosby
- Chloe Ferry
- Gaz Beadle
- Holly Hagan
- Marnie Simpson
- Marty McKenna
- Nathan Henry
- Scott Timlin

| Membro    | Edizione 12 | Edizione 12 | Edizione 12 | Edizione 12 | Edizione 12 | Edizione 12 | Edizione 12 | Edizione 12 | Edizione 12 | Edizione 12 |
| Membro    | 1           | 2           | 3           | 4           | 5           | 6           | 7           | 8           |             |             |
| Aaron     |             |             |             |             |             |             |             |             |             |             |
| Chantelle |             |             |             |             |             |             |             |             |             |             |
| Charlotte |             |             |             |             |             |             |             |             |             |             |
| Chloe     |             |             |             |             |             |             |             |             |             |             |
| Gaz       |             |             |             |             |             |             |             |             |             |             |
| Holly     |             |             |             |             |             |             |             |             |             |             |
| Marnie    |             |             |             |             |             |             |             |             |             |             |
| Marty     |             |             |             |             |             |             |             |             |             |             |
| Nathan    |             |             |             |             |             |             |             |             |             |             |
| Scott     |             |             |             |             |             |             |             |             |             |             |
| --------- | ----------- | ----------- | ----------- | ----------- | ----------- | ----------- | ----------- | ----------- | ----------- | ----------- |

Legenda
     = "Il partecipante" è presente in questo episodio.
     = "Il partecipante" arriva nella casa.
     = "Il partecipante" lascia la casa per sua volontà.
     = "Il partecipante" esce e ritorna nella casa nello stesso episodio.
     = "Il partecipante" è stato rimosso dallo show.
     = "Il partecipante" ritorna in casa.
     = "Il partecipante" è comparso in questo episodio, ma fuori dalla casa.
     = "Il partecipante" lascia lo show.
     = ""Il partecipante" ritorna nello show.
     = "Il partecipante" non è presente in questo episodio.
     = "Il partecipante" non è un membro ufficiale del cast in questo episodio.

## Big Birthday Battle (2016)
L'edizione speciale Big Birthday Battle è stata organizzata per festeggiare i 5 anni del reality. In essa ritornano anche tutti gli ex membri del cast eccetto Greg Lake, Rebecca Walker e Vicky Pattison; la casa è divisa in due team: il team Gary capitanato da Gary Beadle e il team Charlotte capitanato da Charlotte Crosby.

### Cast
Team Charlotte:
- Aaron Chalmers
- Charlotte Crosby
- Holly Hagan
- Marty McKenna
- Nathan Henry
- James Tindale
- Daniel Thomas-Tuck
- Scott Timlin

Team Gary:
- Chantelle Connelly
- Chloe Ferry
- Gary Beadle
- Marnie Simpson
- Sophie Kasaei
- Jay Gardner
- Ricci Guarnaccio
- Kyle Christie

| Membro    | Big Birthday Battle | Big Birthday Battle | Big Birthday Battle | Big Birthday Battle | Big Birthday Battle | Big Birthday Battle | Big Birthday Battle | Big Birthday Battle | Big Birthday Battle | Big Birthday Battle |
| Membro    | 1                   | 2                   | 3                   | 4                   | 5                   | 6                   |                     |                     |                     |                     |
| Aaron     |                     |                     |                     |                     |                     |                     |                     |                     |                     |                     |
| Chantelle |                     |                     |                     |                     |                     |                     |                     |                     |                     |                     |
| Charlotte |                     |                     |                     |                     |                     |                     |                     |                     |                     |                     |
| Chloe     |                     |                     |                     |                     |                     |                     |                     |                     |                     |                     |
| Dan       |                     |                     |                     |                     |                     |                     |                     |                     |                     |                     |
| Gaz       |                     |                     |                     |                     |                     |                     |                     |                     |                     |                     |
| Holly     |                     |                     |                     |                     |                     |                     |                     |                     |                     |                     |
| James     |                     |                     |                     |                     |                     |                     |                     |                     |                     |                     |
| Jay       |                     |                     |                     |                     |                     |                     |                     |                     |                     |                     |
| Kyle      |                     |                     |                     |                     |                     |                     |                     |                     |                     |                     |
| Marnie    |                     |                     |                     |                     |                     |                     |                     |                     |                     |                     |
| Marty     |                     |                     |                     |                     |                     |                     |                     |                     |                     |                     |
| Nathan    |                     |                     |                     |                     |                     |                     |                     |                     |                     |                     |
| Ricci     |                     |                     |                     |                     |                     |                     |                     |                     |                     |                     |
| Scott     |                     |                     |                     |                     |                     |                     |                     |                     |                     |                     |
| Sophie    |                     |                     |                     |                     |                     |                     |                     |                     |                     |                     |
| --------- | ------------------- | ------------------- | ------------------- | ------------------- | ------------------- | ------------------- | ------------------- | ------------------- | ------------------- | ------------------- |

Legenda
     = "Il partecipante" è presente in questo episodio.
     = "Il partecipante" arriva nella casa.
     = "Il partecipante" lascia la casa per sua volontà.
     = "Il partecipante" esce e ritorna nella casa nello stesso episodio.
     = "Il partecipante" è stato rimosso dallo show.
     = "Il partecipante" ritorna in casa.
     = "Il partecipante" è comparso in questo episodio, ma fuori dalla casa.
     = "Il partecipante" lascia lo show.
     = ""Il partecipante" ritorna nello show.
     = "Il partecipante" non è presente in questo episodio.
     = "Il partecipante" non è un membro ufficiale del cast in questo episodio.

## Tredicesima edizione (2016)
La tredicesima edizione di è andata in onda su MTV UK dal 25 ottobre al 20 dicembre 2016, mentre viene trasmessa in Italia sempre dall'emittente televisiva MTV dal 9 gennaio al 6 febbraio 2017.
Essa è composta da dieci episodi e a differenza delle altre che sono ambientate a Newcastle upon Tyne, in Inghilterra, ha sede presso le isole greche di Ayia Napa, Corfù e Kavos e quelle spagnole di Ibiza e Magaluf.
Questa è la prima stagione in cui non figura più il membro del cast originale Charlotte Crosby, che ha volontariamente abbandonato la casa.

### Cast
- Aaron Chalmers
- Chantelle Connelly
- Chloe Ferry
- Gaz Beadle
- Holly Hagan
- Kyle Christie
- Marnie Simpson
- Marty McKenna
- Nathan Henry
- Scott Timlin
- Sophie Kasaei

| Membro    | Edizione 13 | Edizione 13 | Edizione 13 | Edizione 13 | Edizione 13 | Edizione 13 | Edizione 13 | Edizione 13 | Edizione 13 | Edizione 13 |
| Membro    | 1           | 2           | 3           | 4           | 5           | 6           | 7           | 8           | 9           | 10          |
| Aaron     |             |             |             |             |             |             |             |             |             |             |
| Chantelle |             |             |             |             |             |             |             |             |             |             |
| Chloe     |             |             |             |             |             |             |             |             |             |             |
| Gaz       |             |             |             |             |             |             |             |             |             |             |
| Holly     |             |             |             |             |             |             |             |             |             |             |
| Kyle      |             |             |             |             |             |             |             |             |             |             |
| Marnie    |             |             |             |             |             |             |             |             |             |             |
| Marty     |             |             |             |             |             |             |             |             |             |             |
| Nathan    |             |             |             |             |             |             |             |             |             |             |
| Scott     |             |             |             |             |             |             |             |             |             |             |
| Sophie    |             |             |             |             |             |             |             |             |             |             |
| --------- | ----------- | ----------- | ----------- | ----------- | ----------- | ----------- | ----------- | ----------- | ----------- | ----------- |

Legenda
     = "Il partecipante" è presente in questo episodio.
     = "Il partecipante" arriva nella casa.
     = "Il partecipante" lascia la casa per sua volontà.
     = "Il partecipante" esce e ritorna nella casa nello stesso episodio.
     = "Il partecipante" è stato rimosso dallo show.
     = "Il partecipante" ritorna in casa.
     = "Il partecipante" è comparso in questo episodio, ma fuori dalla casa.
     = "Il partecipante" lascia lo show.
     = ""Il partecipante" ritorna nello show.
     = "Il partecipante" non è presente in questo episodio.
     = "Il partecipante" non è un membro ufficiale del cast in questo episodio.

## Quattordicesima edizione (2017)
La quattordicesima edizione è andata in onda su MTV UK dal 28 marzo al 13 giugno 2017, mentre viene trasmessa in Italia sempre dall'emittente televisiva MTV dal 22 maggio al 26 giugno 2017.
Essa è composta da dodici episodi ed è ambientata a Newcastle upon Tyne, in Inghilterra, e a Tignes, in Francia.
Questa è la prima stagione in cui non figura più il membro del cast originale Holly Hagan, che ha volontariamente abbandonato la casa.

### Cast
- Aaron Chalmers
- Abbie Holborn
- Billy Phillips
- Chelsea Barber
- Chloe Ferry
- Elettra Lamborgini
- Eve Shannon
- Gaz Beadle
- Marnie Simpson
- Marty McKenna
- Nathan Henry
- Sam Bentham
- Sarah Goodhart
- Scott Timlin
- Sophie Kasaei
- Zahida Allen

| Membro  | 14.ª edizione | 14.ª edizione | 14.ª edizione | 14.ª edizione | 14.ª edizione | 14.ª edizione | 14.ª edizione | 14.ª edizione | 14.ª edizione | 14.ª edizione | 14.ª edizione | 14.ª edizione |
| Membro  | 1             | 2             | 3             | 4             | 5             | 6             | 7             | 8             | 9             | 10            | 11            | 12            |
| Aaron   |               |               |               |               |               |               |               |               |               |               |               |               |
| Abbie   |               |               |               |               |               |               |               |               |               |               |               |               |
| Billy   |               |               |               |               |               |               |               |               |               |               |               |               |
| Chelsea |               |               |               |               |               |               |               |               |               |               |               |               |
| Chloe   |               |               |               |               |               |               |               |               |               |               |               |               |
| Elettra |               |               |               |               |               |               |               |               |               |               |               |               |
| Eve     |               |               |               |               |               |               |               |               |               |               |               |               |
| Gaz     |               |               |               |               |               |               |               |               |               |               |               |               |
| Marnie  |               |               |               |               |               |               |               |               |               |               |               |               |
| Marty   |               |               |               |               |               |               |               |               |               |               |               |               |
| Nathan  |               |               |               |               |               |               |               |               |               |               |               |               |
| Sam     |               |               |               |               |               |               |               |               |               |               |               |               |
| Sarah   |               |               |               |               |               |               |               |               |               |               |               |               |
| Scott   |               |               |               |               |               |               |               |               |               |               |               |               |
| Sophie  |               |               |               |               |               |               |               |               |               |               |               |               |
| Zahida  |               |               |               |               |               |               |               |               |               |               |               |               |
| ------- | ------------- | ------------- | ------------- | ------------- | ------------- | ------------- | ------------- | ------------- | ------------- | ------------- | ------------- | ------------- |

Legenda
     = "Il partecipante" è presente in questo episodio.
     = "Il partecipante" arriva nella casa.
     = "Il partecipante" lascia la casa per sua volontà.
     = "Il partecipante" esce e ritorna nella casa nello stesso episodio.
     = "Il partecipante" è stato rimosso dallo show.
     = "Il partecipante" ritorna in casa.
     = "Il partecipante" è comparso in questo episodio, ma fuori dalla casa.
     = "Il partecipante" lascia lo show.
     = ""Il partecipante" ritorna nello show.
     = "Il partecipante" non è presente in questo episodio.
     = "Il partecipante" non è un membro ufficiale del cast in questo episodio.

### Episodi
| n° | Titolo     | Prima TV UK    | Prima TV Italia |
| -- | ---------- | -------------- | --------------- |
| 1  | Episode 1  | 28 marzo 2017  | 22 maggio 2017  |
| 2  | Episode 2  | 4 aprile 2017  | 22 maggio 2017  |
| 3  | Episode 3  | 11 aprile 2017 | 29 maggio 2017  |
| 4  | Episode 4  | 18 aprile 2017 | 29 maggio 2017  |
| 5  | Episode 5  | 25 aprile 2017 | 5 giugno 2017   |
| 6  | Episode 6  | 2 maggio 2017  | 5 giugno 2017   |
| 7  | Episode 7  | 9 maggio 2017  | 12 giugno 2017  |
| 8  | Episode 8  | 16 maggio 2017 | 12 giugno 2017  |
| 9  | Episode 9  | 23 maggio 2017 | 19 giugno 2017  |
| 10 | Episode 10 | 30 maggio 2017 | 19 giugno 2017  |
| 11 | Episode 11 | 6 giugno 2017  | 26 giugno 2017  |
| 12 | Episode 12 | 13 giugno 2017 | 26 giugno 2017  |

## Quindicesima edizione (2017)
La quindicesima edizione è andata in onda nel Regno Unito dal 29 agosto al 17 ottobre 2017 su MTV. In Italia è andata in onda dal 5 gennaio al 2 marzo 2018. 

### Cast
- Gaz Beadle
- Aaron Chalmers
- Chloe Ferry
- Nathan Henry
- Abbie Holborn
- Sophie Kasaei
- Elettra Lamborghini
- Marty McKenna
- Marnie Simpson
- Scotty T

| Membro  | 15.ª edizione | 15.ª edizione | 15.ª edizione | 15.ª edizione | 15.ª edizione | 15.ª edizione | 15.ª edizione | 15.ª edizione | 15.ª edizione | 15.ª edizione | 15.ª edizione | 15.ª edizione |
| Membro  | 1             | 2             | 3             | 4             | 5             | 6             | 7             | 8             | 9             |               |               |               |
| Aaron   |               |               |               |               |               |               |               |               |               |               |               |               |
| Abbie   |               |               |               |               |               |               |               |               |               |               |               |               |
| Chloe   |               |               |               |               |               |               |               |               |               |               |               |               |
| Elettra |               |               |               |               |               |               |               |               |               |               |               |               |
| Gaz     |               |               |               |               |               |               |               |               |               |               |               |               |
| Marnie  |               |               |               |               |               |               |               |               |               |               |               |               |
| Marty   |               |               |               |               |               |               |               |               |               |               |               |               |
| Nathan  |               |               |               |               |               |               |               |               |               |               |               |               |
| Scott   |               |               |               |               |               |               |               |               |               |               |               |               |
| Sophie  |               |               |               |               |               |               |               |               |               |               |               |               |
| ------- | ------------- | ------------- | ------------- | ------------- | ------------- | ------------- | ------------- | ------------- | ------------- | ------------- | ------------- | ------------- |

     = "Il partecipante" è presente in questo episodio.
     = "Il partecipante" arriva nella casa.
     = "Il partecipante" lascia la casa per sua volontà.
     = "Il partecipante" esce e ritorna nella casa nello stesso episodio.
     = "Il partecipante" è stato rimosso dallo show.
     = "Il partecipante" ritorna in casa.
     = "Il partecipante" è comparso in questo episodio, ma fuori dalla casa.
     = "Il partecipante" lascia lo show.
     = ""Il partecipante" ritorna nello show.
     = "Il partecipante" non è presente in questo episodio.
     = "Il partecipante" non è un membro ufficiale del cast in questo episodio.

### Episodi
| n° | Titolo    | Prima TV UK       | Prima TV Italia  |
| -- | --------- | ----------------- | ---------------- |
| 1  | Episode 1 | 29 agosto 2017    | 5 gennaio 2018   |
| 2  | Episode 2 | 5 settembre 2017  | 12 gennaio 2018  |
| 3  | Episode 3 | 12 settembre 2017 | 19 gennaio 2018  |
| 4  | Episode 4 | 19 settembre 2017 | 26 gennaio 2018  |
| 5  | Episode 5 | 26 settembre 2017 | 2 febbraio 2018  |
| 6  | Episode 6 | 3 ottobre 2017    | 9 febbraio 2018  |
| 7  | Episode 7 | 10 ottobre 2017   | 16 febbraio 2018 |
| 8  | Episode 8 | 17 ottobre 2017   | 23 febbraio 2018 |
| 9  | Episode 9 | 17 ottobre 2017   | 2 marzo 2018     |

## Sedicesima edizione (2018)
La sedicesima edizione è andata in onda nel Regno Unito dal 9 gennaio al 13 marzo 2018 su MTV. In Italia è andata in onda dal 9 marzo all'11 maggio 2018 su MTV.

### Cast
- Aaron Chalmers
- Chloe Ferry
- Sam Gowland
- Nathan Henry
- Abbie Holborn
- Sophie Kasaei
- Marnie Simpson
- Stephanie Snowdon
- Scotty Timlin

| Membro    | 16.ª edizione | 16.ª edizione | 16.ª edizione | 16.ª edizione | 16.ª edizione | 16.ª edizione | 16.ª edizione | 16.ª edizione | 16.ª edizione |
| Membro    | 1             | 2             | 3             | 4             | 5             | 6             | 7             | 8             |               |
| --------- | ------------- | ------------- | ------------- | ------------- | ------------- | ------------- | ------------- | ------------- | ------------- |
| Aaron     |               |               |               |               |               |               |               |               |               |
| Abbie     |               |               |               |               |               |               |               |               |               |
| Chloe     |               |               |               |               |               |               |               |               |               |
| Marnie    |               |               |               |               |               |               |               |               |               |
| Nathan    |               |               |               |               |               |               |               |               |               |
| Sam       |               |               |               |               |               |               |               |               |               |
| Scott     |               |               |               |               |               |               |               |               |               |
| Sophie    |               |               |               |               |               |               |               |               |               |
| Stephanie |               |               |               |               |               |               |               |               |               |
| Daniel    |               |               |               |               |               |               |               |               |               |

     = "Il partecipante" è presente in questo episodio.
     = "Il partecipante" arriva nella casa.
     = "Il partecipante" lascia la casa per sua volontà.
     = "Il partecipante" esce e ritorna nella casa nello stesso episodio.
     = "Il partecipante" è stato rimosso dallo show.
     = "Il partecipante" ritorna in casa.
     = "Il partecipante" è comparso in questo episodio, ma fuori dalla casa.
     = "Il partecipante" lascia lo show.
     = ""Il partecipante" ritorna nello show.
     = "Il partecipante" non è presente in questo episodio.
     = "Il partecipante" non è un membro ufficiale del cast in questo episodio.

### Episodi
| n° | Titolo     | Prima TV UK      | Prima TV Italia |
| -- | ---------- | ---------------- | --------------- |
| 1  | Episode 1  | 9 gennaio 2018   | 9 marzo 2018    |
| 2  | Episode 2  | 16 gennaio 2018  | 16 marzo 2018   |
| 3  | Episode 3  | 23 gennaio 2018  | 23 marzo 2018   |
| 4  | Episode 4  | 30 gennaio 2018  | 30 marzo 2018   |
| 5  | Episode 5  | 6 febbraio 2018  | 6 aprile 2018   |
| 6  | Episode 6  | 13 febbraio 2018 | 13 aprile 2018  |
| 7  | Episode 7  | 20 febbraio 2018 | 20 aprile 2018  |
| 8  | Episode 8  | 27 febbraio 2018 | 27 aprile 2018  |
| 9  | Episode 9  | 6 marzo 2018     | 4 maggio 2018   |
| 10 | Episode 10 | 13 marzo 2018    | 11 maggio 2018  |

## Diciassettesima edizione (2018)
La diciassettesima edizione è stata trasmessa nel Regno Unito dal 15 maggio al 31 luglio 2018 su MTV. In Italia va in onda dal 6 luglio al 21 settembre 2018 su MTV.
è la prima stagione a non presentare i membri Aaron Chalmers e Marnie Simpson, Mentre Stephanie Snowdon è stata licenziata.

### Cast
- Chloe Ferry
- Sam Gowland
- Adam Guthrie
- Holly Hagan
- Nathan Henry
- Abbie Holborn
- Sophie Kasaei
- Alex MacPherson
- Grant Molloy
- Nick Murdoch
- Dee Nguyen
- Chrysten Zenoni

### Episodi
| n° | Titolo     | Prima TV UK    | Prima TV Italia   |
| -- | ---------- | -------------- | ----------------- |
| 1  | Episode 1  | 15 maggio 2018 | 6 luglio 2018     |
| 2  | Episode 2  | 22 maggio 2018 | 13 luglio 2018    |
| 3  | Episode 3  | 29 maggio 2018 | 20 luglio 2018    |
| 4  | Episode 4  | 5 giugno 2018  | 27 luglio 2018    |
| 5  | Episode 5  | 12 giugno 2018 | 3 agosto 2018     |
| 6  | Episode 6  | 19 giugno 2018 | 10 agosto 2018    |
| 7  | Episode 7  | 26 giugno 2018 | 17 agosto 2018    |
| 8  | Episode 8  | 3 luglio 2018  | 24 agosto 2018    |
| 9  | Episode 9  | 10 luglio 2018 | 31 agosto 2018    |
| 10 | Episode 10 | 17 luglio 2018 | 7 settembre 2018  |
| 11 | Episode 11 | 24 luglio 2018 | 14 settembre 2018 |
| 12 | Episode 12 | 31 luglio 2018 | 21 settembre 2018 |

## Diciottesima edizione (2018)
La diciottesima edizione è stata trasmessa nel Regno Unito dal 16 ottobre al 18 dicembre 2018 su MTV. In Italia è andata in onda su MTV dal 1º febbraio al 5 aprile 2019.
Questa è l'ultima edizione per i membri Abbie Holborn ed Adam Gunthrie.

### Cast
- Kyle Christie
- Chloe Ferry
- Holly Hagan
- Sam Gowland
- Adam Guthrie
- Nathan Henry
- Abbie Holborn
- Sophie Kasaei
- Alex MacPherson
- Faith Mullen
- Scott Timlin
- James Tindale

### Episodi
| n° | Titolo     | Prima TV UK      | Prima TV Italia  |
| -- | ---------- | ---------------- | ---------------- |
| 1  | Episode 1  | 16 ottobre 2018  | 1º febbraio 2019 |
| 2  | Episode 2  | 23 ottobre 2018  | 8 febbraio 2019  |
| 3  | Episode 3  | 30 ottobre 2018  | 15 febbraio 2019 |
| 4  | Episode 4  | 6 novembre 2018  | 22 febbraio 2019 |
| 5  | Episode 5  | 13 novembre 2018 | 1º marzo 2019    |
| 6  | Episode 6  | 20 novembre 2018 | 8 marzo 2019     |
| 7  | Episode 7  | 27 novembre 2018 | 15 marzo 2019    |
| 8  | Episode 8  | 4 dicembre 2018  | 22 marzo 2019    |
| 9  | Episode 9  | 11 dicembre 2018 | 29 marzo 2019    |
| 10 | Episode 10 | 18 dicembre 2018 | 5 aprile 2019    |

## Diciannovesima edizione (2019)
La diciannovesima edizione è stata trasmessa nel Regno Unito dal 9 aprile all'11 giugno 2019 su MTV. In Italia è andata in onda su MTV dal 5 luglio al 13 settembre 2019.
Questa è l'ultima stagione per Alex MacPherson.

### Cast
- Beau Brennan
- Tahlia Chung
- Chloe Ferry
- Holly Hagan
- Sam Gowland
- Nathan Henry
- Sophie Kasaei
- Bethan Kershaw
- Alex MacPherson
- Natalie Phillips
- Scott Timlin

### Episodi
| n° | Titolo                               | Prima TV UK    | Prima TV Italia   |
| -- | ------------------------------------ | -------------- | ----------------- |
| 1  | All Change in the House              | 9 aprile 2019  | 5 luglio 2019     |
| 2  | Nathan Needs a House Party           | 16 aprile 2019 | 12 luglio 2019    |
| 3  | Newbies Beau & Bethan Get It On!     | 23 aprile 2019 | 26 luglio 2019    |
| 4  | Buckle Up! The Geordies Hit Belfast! | 30 aprile 2019 | 2 agosto 2019     |
| 5  | The Family Is Rocked!                | 7 maggio 2019  | 9 agosto 2019     |
| 6  | Trouble in Paradise!                 | 14 maggio 2019 | 16 agosto 2019    |
| 7  | Beau & Bethan Back On!               | 21 maggio 2019 | 23 agosto 2019    |
| 8  | Cardiff Carnage                      | 28 maggio 2019 | 30 agosto 2019    |
| 9  | Dizzy Heights!                       | 4 giugno 2019  | 6 settembre 2019  |
| 10 | Fight Night!                         | 11 giugno 2019 | 13 settembre 2019 |

## Ventesima edizione (2019)
La ventesima edizione è stata trasmessa nel Regno Unito dal 29 ottobre al 24 dicembre 2019 su MTV. In Italia è andata in onda dal 21 febbraio al 24 aprile 2020 su MTV.
Questa è l'ultima stagione per Sam Gowland e Tahlia Chung.

### Cast
- Beau Brennan
- Tahlia Chung
- Chloe Ferry
- Abbie Holborn
- Sam Gowland
- Nathan Henry
- Bethan Kershaw
- Natalie Phillips
- James Tindale

### Episodi
| n° | Titolo                          | Prima TV UK      | Prima TV Italia  |
| -- | ------------------------------- | ---------------- | ---------------- |
| 1  | Shake Ups & Break Ups!          | 29 ottobre 2019  | 21 febbraio 2020 |
| 2  | Give It Another Go!             | 5 novembre 2019  | 28 febbraio 2020 |
| 3  | Tensions Keep Rising!           | 12 novembre 2019 | 6 marzo 2020     |
| 4  | Party in Portugal!              | 19 novembre 2019 | 13 marzo 2020    |
| 5  | Agg in the Algarve              | 26 novembre 2019 | 20 marzo 2020    |
| 6  | Fun at the Fair!                | 3 dicembre 2019  | 27 marzo 2020    |
| 7  | Geordies Do the Great Outdoors! | 10 dicembre 2019 | 3 aprile 2020    |
| 8  | Breaking Point                  | 17 dicembre 2019 | 10 aprile 2020   |
| 9  | Beau's Birthday!                | 24 dicembre 2019 | 17 aprile 2020   |
| 10 | Serious Send Off!               | 24 dicembre 2019 | 24 aprile 2020   |

## Ventunesima edizione (2020)
La ventesima edizione è stata trasmessa nel Regno Unito dal 28 luglio al 15 settembre 2020 su MTV. In Italia l'intera edizione è stata resa disponibile il 9 dicembre 2020 su Sky On Demand e in streaming su Now e trasmessa dal 14 dicembre 2020 su MTV.

### Cast
- Beau Brennan
- Chloe Ferry
- Abbie Holborn
- Nathan Henry
- Amelia Lily
- Anthony Kennedy
- Bethan Kershaw
- Natalie Phillips
- Louis Shaw
- James Tindale

### Episodi
| n° | Titolo                  | Prima TV UK       | Pubblicazione Italia |
| -- | ----------------------- | ----------------- | -------------------- |
| 1  | Get This Party Started! | 28 luglio 2020    | 9 dicembre 2020      |
| 2  | Family Friction!        | 4 agosto 2020     | 9 dicembre 2020      |
| 3  | It's Fright Night!      | 11 agosto 2020    | 9 dicembre 2020      |
| 4  | Hello New Lad!          | 18 agosto 2020    | 9 dicembre 2020      |
| 5  | Big Mistake!            | 25 agosto 2020    | 9 dicembre 2020      |
| 6  | See Ya, Nat!            | 1º settembre 2020 | 9 dicembre 2020      |
| 7  | Chloe Changes Her Ways! | 8 settembre 2020  | 9 dicembre 2020      |
| 8  | Geordie-licious         | 15 settembre 2020 | 9 dicembre 2020      |